# Kapukargın, Dalaman
Kapukargın là một xã thuộc huyện Dalaman, tỉnh Muğla, Thổ Nhĩ Kỳ. Dân số thời điểm năm 2011 là 1.318 người.